# Kostel svatého Petra a Pavla (Líšťany)
Kostel svatého Petra a Pavla v Líšťanech je římskokatolický kostel prvně zmiňovaný v roce 1369, kdy bratři Jan, Jetřich a Půta z Gutštejna dosadili nového faráře. Původní stavba byla na pokyn hraběte Antonína Jana Nepomuka Hamiltona roku 1768 stržena a v květnu téhož roku byl položen základ nové stavby, která mohla být již 25. listopadu 1769 vysvěcena. Kostel se dočkal opravy v roce 1896, krátce na to v letech 1901 až 1905 a další proběhly v roce 2007. Varhany kostela byly v roce 1791 převezeny z děkanského kostela ve Stříbře.
Kostel je chráněn jako kulturní památka České republiky.